# Nothing in This World
«Nothing in This World» —en español: «Nada en este mundo»— es una canción pop-rock con influencias de dance-pop de la cantante Paris Hilton y lanzada a principios de noviembre como tercer sencillo de su primer álbum de estudio Paris.

## Video musical
El video musical de «Nothing in This World» fue producido por Scott Speer en Los Ángeles entre el 5 y 6 de septiembre de 2006, en Pasadena y Long Beach Escuela Politécnica Superior, California. El video también fue muy popular en YouTube, después de haber recibido más de ocho millones de visitas. El vídeo pasó 7 semanas en VH1 y en el Top 20 Video, en el que llegó a su punto máximo, el número 5 en su cuarta semana.

## Lista de canciones
Single #1 Reino Unido:
- «Nothing in This World» [Álbum Versión]
- «Nothing in This World» [Jason Nevins Extended Mix]

Single #2 Reino Unido:
Además de la versión álbum contiene:
- «Nothing in This World» [Jason Nevins Radio Mix]
- «Nothing in This World» [Kascade Mix]
- «Nothing in This World» [Dave Aude Mixshow]

Edición especial Itunes
Además de la versión álbum contiene:
- "Nothing in This World [Dave Aude Club Mix]"
- "Nothing in This World [Jason Nevins Radio Edit]"
- "Nothing in This World [Dave Aude Radio Edit]"
- "Nothing in This World [Kaskade Remix]"
- "Nothing in This World [Jason Nevins Club Mix]"
- "Nothing in This World [Kaskade Radio Edit]"